# The Lord of the Rings: The Battle for Middle-earth II: The Rise of the Witch-king
The Lord of the Rings: The Battle for Middle-earth II: The Rise of the Witch-king is een real-time strategy computerspel, ontwikkeld door EA Los Angeles en uitgegeven op 28 november 2006 door EA Games. Het spel is gebaseerd op het fantasieboek The Lord of the Rings van J.R.R. Tolkien en op de filmtrilogie, geregisseerd door Peter Jackson, welke ook gebaseerd is op het boek. The Rise of the Witch-king is de officiële uitbreiding op het spel The Lord of the Rings: The Battle for Middle-earth II. Het spel werd officieel op 30 november 2006 uitgebracht.

## Gameplay-veranderingen
- De nieuwe factie Angmar, wat het totaal op zeven facties brengt.
- De nieuwe Angmar-campagne, die bestaat uit 8 missies en het verhaal vertelt van de Tovenaar-koning en de val van Arnor.
- Nieuwe eenheden, gebouwen en helden toegevoegd aan alle zes bestaande facties.
- Elke factie behalve Angmar heeft een nieuwe heldeneenheid. Heldeneenheden worden net zoals gewone eenheden gemaakt in bijvoorbeeld de barakken en bestaan ook uit meerdere eenheden, maar krijgen net zoals helden speciale krachten als ze meerdere niveaus stijgen.
- Bij Mordor is de Taverne weggehaald. Kapers van Umbar en Vuurpijlen zijn nu te maken in het Haradrim-paleis. Sterkere wapens en pantser zijn nu te maken in het Belegeringswerk. Ook zijn bij Mordor de Nazgûl-ruiters als helden weggehaald en hebben een heldeneenheid gevormd, wat te maken is in het Belegeringswerk. Ook heetten de twee Nazgûl op een vreselijk beest 'Vreselijk Beest'. Dat is nu veranderd in 'Morgomir' en 'Khamûl'. Beiden zitten nog op een vreselijk beest, maar ze kunnen er nu, net als de Tovenaars-Koning, vanaf stappen.
- Een verbetering van de skirmish en multiplayer-AI, waaronder dat ze sneller ringhelden en meer belegeringswerktuigen maken.
- De Strijd om de Ringmode is heel erg veranderd. Eenheden die men in een paar beurten in dit strategiespel bouwt kan men ook houden op de Wereldkaart. Ook kan men nu op de Wereldkaart belegeringswapens maken. Er zijn 14 nieuwe gebieden en een hele nieuwe regio (Forodwaith). In plaats van drie heldenlegers kan de speler er nu vier aanvoeren. Heldenlegers kunnen door 2 vriendschappelijke gebieden tegelijk verplaatst worden tijdens één beurt.
- Er is bij de Maak-je-eigen-heldmode een nieuwe klasse toegevoegd, de Olog-hai. Binnen de Olog-hai vallen de grote trol, sneeuwtrol en heuveltrol. (De trol onder de klasse dienaren van Sauron is verwijderd en is nu de grote trol in de Olog-haiklasse.)
- Er zijn meer verschillende opties om een eigen held te creëren, waaronder nieuwe wapens en bepantsering.
- Er is een nieuw systeem van kosten voor een zelf gecreëerde held toegevoegd. Een held zonder krachten kost 500 goud; hoe meer krachten er aan de held toegevoegd worden, hoe duurder de held wordt.
- De twee oorspronkelijke campagnes zijn verwijderd, net zoals de training.

## Toegevoegde eenheden aan bestaande facties
Mensen van het Westen
- Ridders van Dol Amroth (heldeneenheid)
- Speerdragers (Rohan)

Elfen
- Noldorstrijders (heldeneenheid)
- Bereden boogschutters (Lindon)

Dwergen
- Prins Brand (held)
- Dwergen-hakkers (heldeneenheid)

Mordor
- 6x Nazgûl (heldeneenheid)
- Gothmog (held)
- Zwarte Orks
- Haradrim-lansdragers

Aardmannen
- Azog (held)
- Vuurdraak-gebroed (heldeneenheid)
- Halftrol-zwaardvechters

Isengard
- Uruk-bruten (heldeneenheid)
- Wildemannen (Donkerland)
- Wildeman-bijlwerpers
- Roedel Wargen

## Nieuwe/Bewerkte kaarten
Er is een geheel nieuwe regio toegevoegd namelijk:
Forodwaith
- Angmar
- Carn dûm
- Forodwaith
- Gundabad

Ook zijn er heel wat gebieden opgesplitst in meerdere gebieden. Hieronder staat vetgedrukt het originele gebied en daaronder waarin het is opgesplitst:
Arnor
- Arthedain
- Fornost

Bokland
- Amon Sûl
- Lostriland
- De Grafheuvels

De Gouw
- De Gouw
- De Noordelijke Heuvels

De Hoge Pas
- Carrock
- De Hoge Pas
- Gundabad

Dode Moerassen
- Dode Moerassen
- Het oude Bruine Land

Gondor
- Anfalas
- Belfalas

Harad
- Harad
- Umbar

Minhiriath
- Cardolan
- De Grafheuvels
- Minhiriath

Rivendel
- Rivendel
- Rhadaur

## Angmar-helden
Tovenaar-koning
De Tovenaar-koning is de leider van de negen Nazgûl. Hij kan worden gemaakt bij de facties Mordor en Angmar. Bij Mordor zit hij op een Vreselijk beest, net zoals in The Lord of the Rings: The Battle for Middle-earth II. Echter, bij Angmar zit hij op een paard.
Morgomir
Morgomir is een van de negen Nazgûl. Hij is de rechterhand van de Tovenaar-koning en is de luitenant van Carn Dûm. Hij is een held van Mordor en Angmar. Bij Mordor zit hij op een Vreselijk beest, bij Angmar loopt hij en lijkt hij op een van de geesten die Frodo zag met de Ring om op Weertop in The Lord of the Rings: The Fellowship of the Ring. Ook Morgomir heeft een Morgul-zwaard en kan dus de vijand vergiftigen en laten veranderen in een grafgeest.
Rogash
Rogash is een machtige trol. Hij draagt bepantsering en heeft een groot zwaard bij zich. Rogash is een van de sterkste helden van het spel. Zijn sprongaanval is een aanval met brute kracht die alle vijanden in de buurt omverblaast.
Hwaldar
Hwaldar is de leider van de heuvelmensen in Rhudaur, die corrupt is door de macht gekregen van de Tovenaar-koning. Hij is een vrij sterke held die heuvelmensen kan laten verschijnen.
Karsh
Karsh is een schim en was ooit de voormalige kapitein Carthean van Arnor. Karsh heeft de mogelijkheid om het leven uit vijanden te zuigen tijdens het vechten en verplaatsen.
The Fellowship of the Ring · The Two Towers · The Return of the King · The Third Age · War of the Ring · The Battle for Middle-earth · The Battle for Middle-earth II ·  The Battle for Middle-earth II: The Rise of the Witch-king · The Lord of the Rings Online · Conquest · Aragorn's Quest · War in the North · Guardians of Middle-earth · LEGO The Lord of the Rings · LEGO The Hobbit